# Émeu de Baudin
Dromaius novaehollandiae baudinianus
Sous-espèce
Statut de conservation UICN

 EX  : Éteint
L'Émeu de Baudin (Dromaius novaehollandiae baudinianus) est une sous-espèce éteinte d'émeus qui était endémique de l'île Kangourou au sud de l'Australie.

## Découverte et restes connus

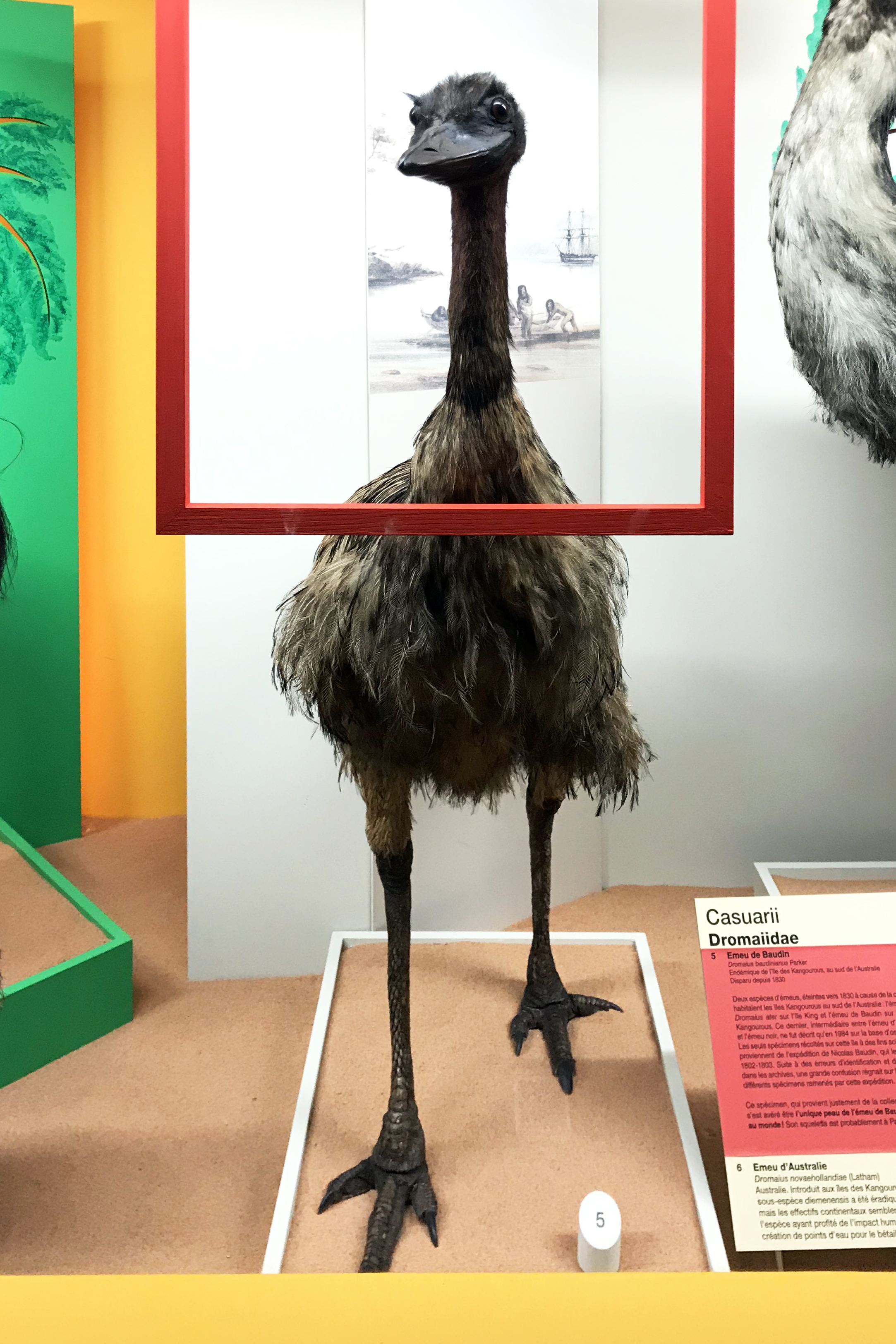
L'unique exemplaire connu de peau d'Émeu de Baudin, montée, dans la galerie publique du muséum d'histoire naturelle de Genève.

L'expédition française de 1802 conduite par Nicolas Baudin (1754-1803) le décrit comme un oiseau vivant dans les bois, ne sortant à découvert qu'au crépuscule. Lors de sa mission de découverte des terres australes, Baudin découvrit que l'île de Kangourou était déjà connue des phoquiers et baleiniers. Parmi leurs camps, il découvrit deux spécimens d'émeu qu'il ramena en France. Joséphine de Beauharnais, femme de Napoléon Bonaparte, dépêcha sur le port un émissaire afin de lui ramener des animaux exotiques pour son zoo à la Malmaison. Elle fit l'acquisition des deux émeus ramenés par l'expédition. Lors de son divorce d'avec Napoléon, les oiseaux furent donnés à la ménagerie du Jardin des plantes où ils moururent 20 ans plus tard. Trente ans après lors d'une seconde mission sur l'île, l'espèce avait disparu certainement à cause de sa chasse systématique et de la destruction de son habitat.
Le muséum national d'histoire naturelle de Paris possède un squelette visible dans la galerie des animaux disparus accessible au public. Le muséum d'histoire naturelle de Genève possède une peau montée de l'animal, attribuée à l'individu dont le squelette est exposé à Paris.